# 芬兰信义会差会
芬兰信义会差会（芬蘭語：Suomen Lähetysseura）是芬蘭福音信義會的官方传教机构，1859年1月19日在芬兰赫尔辛基成立。第一个传教地点在非洲，今安哥拉和纳米比亚边境，向奥万博人传教。

## 在中国
1901年，义和团事变刚刚结束不久，芬兰信义会差会就派遣传教士来到中国，先抵达湖南常德，然后进入津市。该会在1900年代建立3个传教站：津市（1901年）、永定（1907年）、慈利（1907年）。1910年代又增设1个传教站：永顺府（1918年）。
1919年，芬兰信义会差会在华传教士25人，其中23人在湖南，2人在湖北滠口神学院。
1919年芬兰信义会在华受餐信徒1062人，全部分布在湖南省。